# RD-0214
O RD-0214 (ou 8D811 ) é um motor vernier que queima N2O4 e UDMH num ciclo de geração de gás. Ele possui quatro bocais móveis que podem se inclinar ±45° num único eixo exercendo a função de controle de atitude no módulo RD-0212 do terceiro estágio do foguete Proton. Tendo estreiado em 1967, ele é uma versão melhorada do RD-0207, que estreou em 1963. Foi projetado por Yankel I. Guerchkovitch no OKB-154. O RD-0214 gera um empuxo de 30,9 kN, isp de 293 s, com 5,2 m de comprimento e 3,7 m de diâmetro, e pesa 566 kg.

## Versões
- RD-0207 (ou 8D67).[11]
- RD-0214 (ou 8D811).[12]

## Módulos
O RD-0214 é utilizado em muitos módulos de propulsão. Os principais são:
- RD-0205 (ou 8D46).[13]
- RD-0212 (ou 8D49).[14]